# La Voix des femmes (1848)

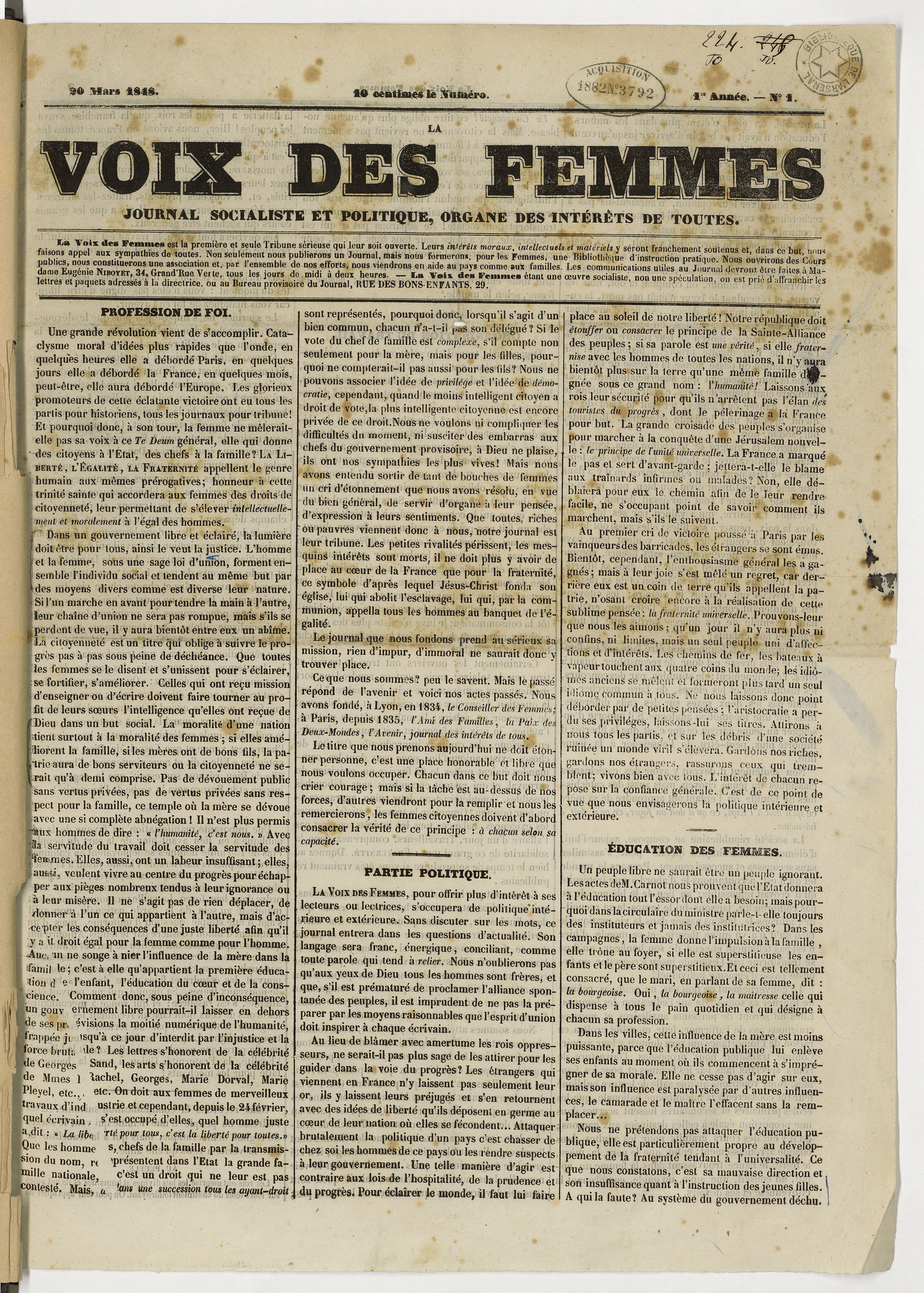
Voix des femmes 1848 Nr. 1

La Voix des femmes (Die Stimme der Frauen) war eine französische feministische Zeitung, die vom 20. März 1848 bis zum 20. Juni 1848 verbreitet wurde. Sie wurde von der Schriftstellerin und Journalistin Eugénie Niboyet nach der Abdankung von König Louis-Philippe I. und dem Beginn der Zweiten Republik gegründet; der Juniaufstand beendete die Veröffentlichung.

## Geschichte
Die Zeitung erschien einen Monat nach der Gründung der Zweiten Republik mit dem Untertitel Journal quotidien, socialiste et politique, organe des intérêts de toutes (Tägliche, sozialistische und politische Zeitung, Organ für die Interessen aller). Ihr Ziel war es, sowohl die Institutionen der Zweiten Republik für die Anliegen der Frauen als auch die Frauen für die Republik zu interessieren. Insbesondere der Präsidentschaftswahlkampf stand im Fokus der Betrachtung. Die politische Linie wurde als „so links wie möglich“ bezeichnet. Die Zeitung kostete 10 Centimes Franc-or. Es wurden aber auch Sammelabonnements vertrieben. Sie gilt als erste ausschließlich von Frauen geleitete Zeitschrift in Frankreich. Letztendlich führten die Auseinandersetzungen im Juni 1848 zu politischer Verfolgung und zur Einstellung des Blattes.
Neben Eugénie Niboyet waren hauptsächlich Jeanne Deroin, Suzanne Voilquin, Désirée Gay und Amélie Pray am Blatt beteiligt. Aus dieser Gruppe entstand dann auch schnell eine Redaktionsgemeinschaft zunächst unter dem Namen Association Fraternelle des Femmes (Frauenbruderschaft), bevor sie offiziell den Namen Club des Femmes annahm. La Voix des femmes war somit nicht mehr nur eine Zeitung, sondern entwickelte sich bald zu einer Gesellschaft und einer ganzen Organisation.
Die Zeitung veröffentlichte Briefe sowie Petitionen, die von Frauen verfasst wurden und sich an die Politiker richteten. Die Briefe enthielten beispielsweise Forderungen nach besseren Arbeitsbedingungen für die Frauen oder nach Anerkennung des Frauenwahlrechts. Sie war die erste Zeitung in der Geschichte der Frauenpresse, die sich selbst als eine Zeitung bezeichnete, die „offen ihre moralischen, intellektuellen und materiellen Interessen unterstützen wird“. Niboyet verteidigte darin zum Beispiel die wirtschaftlichen Interessen der Häftlinge, die von den Näherinnen als Konkurrentinnen beschuldigt worden waren. Sie stellte sich auf die Seite der Häftlinge, als sie schrieb: „Es ist notwendig, dass die Häftlinge arbeiten, sie haben es doppelt nötig“.

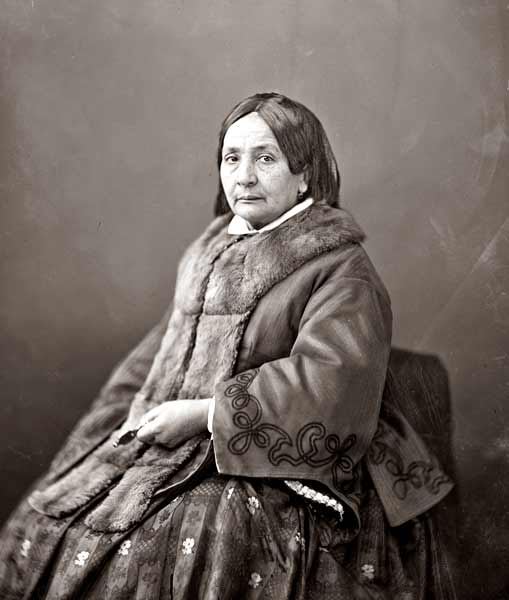
Eugénie Niboyet (Nadar)

Arbeit war daher nach der Politik eines der Hauptthemen der Zeitung. In Ausgabe 31 findet sich ein von „Marie-Pauline“ verfasster Artikel mit dem Titel „Dass die Frau arbeiten muss“. In diesem Artikel heißt es: "Die Frau will frei sein? Dann soll sie arbeiten! Sie soll wissen, wie sie sich selbst versorgen kann". Die Frauen in der Redaktion nutzten ihre Zeitung auch, um bei der Regierung alle ihre Rechte einzufordern, um die Diskriminierung zu beenden. So zum Beispiel das Recht, vor Handelsgerichten aufzutreten, das Recht auf gleichen Lohn für gleiche Arbeit wie ein Mann oder auch „das Recht auf Vaterschaftsfeststellung für das verführte und verlassene Mädchen“.
Ein weiteres wichtiges Thema war die Bildung. La Voix des femmes forderte die Bildung von Frauen durch Frauen. In der Ausgabe vom 28. Mai untertitelt eine der Journalistinnen ihren Artikel mit einem Satz des Philosophen Leibniz: „Wer Herr über die Bildung ist, kann das Gesicht der Welt verändern“.
Die Zeitung zeigte sich auch internationalistisch. Es gab nur wenige patriotische Artikel, außer solchen, die Frankreich für seinen „republikanischen Tourismus“ verherrlichten, also dafür, dass das Land Revolutionäre aus Nachbarländern wie Italien, Polen oder auch Irland aufnahm. Die Tageszeitung wird auch als antirassistisch, antisklavisch und religiös sehr tolerant bezeichnet. In den veröffentlichten Artikeln finden sich jedoch keine atheistischen Stellungnahmen.
Nach dem Ende der Voix des femmes versuchten Jeanne Deroin mit L’Opinion des femmes (Die Meinung der Frauen) und Désirée Gay mit La Politique des femmes ähnliche Publikationen, die beide schnell an der Zensur scheiterten.

## George Sand
Während des Wahlkampfs 1848 wollten die Redakteurinnen der Zeitung eine Frau in die Nationalversammlung wählen lassen, die damals nur aus Männern bestand, da das Wahlrecht sowohl aktiv als auch passiv nur Männern zustand. Sie planten eine Kandidatur der Schriftstellerin George Sand. Da die Männer der damaligen Zeit die Schriftstellerin als „männliches Genie“ bezeichneten, dachten die Redakteurinnen, dass die Politiker sie leichter in die Versammlung aufnehmen würden. In der Ausgabe vom 5. April 1848 wurde die Idee öffentlich bekannt gemacht. In der Folgezeit verbreiteten die Redakteurinnen einige Tage lang in ihren Tageszeitungen Texte von George Sand. Am 9. April desselben Jahres schrieb Sand jedoch einen Brief an die Zeitung La Réforme, in dem sie die Kandidatur dementierte und erklärte, sie hoffe, „dass kein Wähler seine Stimme verlieren möchte, indem er (ihren) Namen schreiben lässt“. Der Plan, eine Frau zur Abgeordneten zu wählen, wurde daraufhin aufgegeben.

## Mitarbeiterinnen
Neben den bereits genannten Eugénie Niboyet, Jeanne Deroin, Suzanne Voilquin, Désirée Gay und Amélie Pray erschienen auch Beiträge von Louise Crouzat, Hortense Wild, Anne Knight, Bettina von Arnim, Marie-Noémi Constant, Adèle Esquiros, Widow Mourey, Eugénie Foa, P.G. Ouvrière und Gabrielle Soumet.